# Jean-René Etchegaray
Jean-René Etchegaray (Briscous, 6 de marzo de 1952) es un abogado y político francés. Desde el 23 de enero de 2017 es el presidente de la Mancomunidad Única del País Vasco Francés (Euskal Hirigune Elkargoa, EHE, en euskera, Communauté d'agglomération du Pays basque, CAPB, en francés).

## Biografía

### Política
Fue alcalde de Briscous y se presentó como candidato independiente por la Bastida a las elecciones cantonales de 1985. Fue miembro de Unión de Demócratas por la República (UDR) y actualmente es miembro de la Unión de los Demócratas e Independientes (UDI), centrista.
Fue vicealcalde de Bayona entre 1995 y 2014. En 2014 se convirtió en alcalde de Bayona.

Comunidad de aglomeración del País Vasco.

### Presidente de laMancomunidad Única del País Vasco Francés
Por su perfil centrista, Jean René Etchegaray desde el 23 de enero de 2017 es el presidente (lehendakari) de la Mancomunidad Única del País Vasco Francés (Euskal Hirigune Elkargoa, EHE, en euskera, Communauté d'agglomération du Pays basque, CAPB, en francés).